# Freiburg Sacristans
Die Freiburg Sacristans sind ein deutscher American-Football-Verein aus Freiburg im Breisgau. Der 1991 gegründete Verein, eine Abteilung der Freiburger Turnerschaft von 1844, spielt aktuell in der Regionalliga Süd-West (3. Liga).

## Geschichte
Nach der Gründung 1991 stiegen die Sacristans 1992 in den Ligaspielbetrieb ein. Zunächst mit mäßigem Erfolg, die erste Winning-Season gelingt erst 1997 mit der Meisterschaft der Landesliga. Im Jahr 2001 überraschten die Sacristans dann Footballdeutschland, denn sie traten dem Swiss American Football Verband bei und starten in der höchsten Spielklasse der Schweiz, der Nationalliga. Sie beendeten den Ausflug ins Nachbarland auf dem achten Tabellenplatz. In der Saison 2002 kehrten sie in den AFVD zurück und begannen wieder in der Verbandsliga. Im Jahr 2007 gelang ihnen der Aufstieg in die Regionalliga, wo sie im darauffolgenden Jahr gut mithalten und in der Endabrechnung den dritten Platz belegen konnten, direkt hinter den beiden GFL2-Aufsteigern, den Rhein-Neckar Bandits und den Kaiserslautern Pikes. Anschließend folgten einige Jahre mit Auf- und Abstiegen aus bzw. in die Oberliga. Seit 2019 sind die Sacristans wieder fester Bestandteil der Regionalliga Südwest. Im Jahr 2023 wurde das beste Ergebnis der Vereinsgeschichte erzielt, die Vize-Meisterschaft in der Regionalliga, wobei das Meister Team aus Albershausen (Albershausen Crusaders) sogar besiegt wurde. 2024 spielen die Sacristans in der Regionalliga Südwest.

## Jugend
Die Jugend der Sacristans brachte bereits einige Nationalspieler hervor. Einige Jugendspieler der Freiburg Sacristans haben es bis in amerikanische College-Teams geschafft. Hierunter auch einige in die Division 1, die besten College Division in den USA. 2024 spielt das Jugendteam (U19) der Sacristans in der Regionalliga, der zweithöchsten Liga im deutschen Jugendfootball.